# The Scientist
The Scientist – ballada rockowa zespołu Coldplay, pochodząca z ich drugiego albumu, A Rush of Blood to the Head. Regionalne wydania singla dostępne były w Wielkiej Brytanii, Europie, Holandii, Niemczech i Kanadzie, z kolei wydania promo CD ukazały się w Stanach Zjednoczonych i Wielkiej Brytanii.
Okładkę wydania singla stanowiło zdjęcie perkusisty grupy, Willa Championa, zrobione przez Sølve’a Sundsbø.

## Produkcja
Piosenka jest opartą na dźwiękach pianina nastrojową balladą. Inspiracją do stworzenia piosenki był dla Chrisa Martina utwór George’a Harrisona „All Things Must Pass”. „The Scientist” zawiera także odniesienia do krótkiej powieści The Birth-Mark Nathaniela Hawthorne’a, w której pewien naukowiec zapomina o miłości swego życia z powodu zamiłowania do nauki. Ze swojego błędu zdaje sobie sprawę, gdy jest już za późno, ponieważ jego ukochana umiera.
Covery piosenki stworzyło wielu artystów. Aimee Mann nagrała własną wersję „The Scientist”, którą następnie wydała na specjalnej edycji jej albumu Lost in Space. Natasha Bedingfield, Eamon i Avril Lavigne zagrali covery piosenki w radiowym programie Jo Whiley, Live Lounge. Belinda Carlisle wykonała utwór na żywo we własnej aranżacji w reality show Hit Me Baby One More Time. Cover piosenki znalazł się także na płycie Scarred Johnette Napolitano. Brytyjski żeński kwartet All Angels również zamieścił własną wersję „The Scientist” na swoim albumie Into Paradise, który został wydany w listopadzie 2007 roku. Dodatkowo, w programie telewizyjnym MAD TV można było obejrzeć parodię teledysku, nazwaną „The Narcissist”.

## Lista utworów
1. „The Scientist” – 5:11
2. „1.36” (gośc. Tim Wheeler) – 2:05
3. „I Ran Away” – 4:26

## Wideoklip
Wideoklip „The Scientist” był bardzo popularny głównie z powodu występowania w nim „odwrotnego ruchu”, czyli np. poruszania się i jazdy samochodem nie do przodu, tylko do tyłu. Element ten po raz pierwszy został użyty w teledysku „The Second Summer of Love” szkockiej grupy Danny Wilson. Poza tym podobną technikę wykorzystano w wideoklipach: „Return to Innocence” Enigmy, „Sitting, Waiting, Wishing” Jacka Johnsona, „Don’t Wait” Dashboard Confessional, „Me, Myself and I” Beyoncé Knowles, „The Girl is Mine” zespołu 99 Souls oraz „Typical” Mute Math. Chris Martin przyznał, że nauka śpiewania piosenki od tyłu zajęła mu miesiąc.
Teledysk był kręcony w wielu różnych miejscach, m.in. w Londynie i Surrey, tuż przed rozpoczęciem pierwszego etapu trasy A Rush of Blood to the Head Tour. Za reżyserię „The Scientist” odpowiedzialny był Jamie Thraves. Mimo iż wideoklip kręcony był w Anglii, posiadał on tablicę rejestracyjną z Wyoming, używaną od 1983 do 1988 roku. Samochodem w teledysku było BMW E28, produkowane od 1982 do 1988 roku.
W wideoklipie wystąpiła irlandzka aktorka Elaine Cassidy.
W 2003 roku, „The Scientist” wygrał trzy nagrody MTV Video Music Awards: Best Group Video, Best Direction oraz Breakthrough Video. Teledysk otrzymał także nominację do nagrody Grammy.

## Pozycje na listach
| Kraj/Lista                             | Pozycja |
| -------------------------------------- | ------- |
| Peru (Top 40 Singles)                  | 1       |
| Łotwa (Latvian Airplay Top)            | 6       |
| Wielka Brytania (UK Top 75)            | 10      |
| Kanada (Canada Singles Chart)          | 16      |
| Stany Zjednoczone (Modern Rock Tracks) | 18      |
| Australia (Australia Singles Chart)    | 40      |

## Certyfikaty i sprzedaż
| Kraj                     | Certyfikat         | Sprzedaż   |
| ------------------------ | ------------------ | ---------- |
| Dania (IFPI Danmark)     | platynowa płyta    | 90 000+    |
| Portugalia (AFP)         | 4x platynowa płyta | 160 000+   |
| Stany Zjednoczone (RIAA) | 4x platynowa płyta | 4 000 000+ |
| Wielka Brytania (BPI)    | 3x platynowa płyta | 1 800 000+ |
| Włochy (FIMI)            | 3x platynowa płyta | 150 000+   |